# Dolina (Krassó-Szörény megye)
Dolina románul: Dolina, falu Romániában, a Bánságban, Krassó-Szörény megyében.

## Fekvése
Somosréve (Cornereva) mellett fekvő település.

## Története
Dolina korábban Somosréve (Cornereva) része volt. 1956-ban vált külön településsé 40 lakossal.
1966-ban 55, 1977-ben 51, a 2002-es népszámláláskor 44 román lakosa volt. 